# Nyugat-Virginia
Nyugat-Virginia (angolul: West Virginia, IPA: [wɛst vɝːd͡ʒɪnjə] kiejtéseⓘ) az Amerikai Egyesült Államok 35. tagállama, mely az Appalache-hegység területén fekszik. Egészen a polgárháborúig Virginia állam része volt, 1863. június 20-án (ez a nap ma Nyugat-Virginia napja) azonban – mivel a rabszolga-kérdésben ellentétes állásponton volt – elszakadt az államtól. Egyike azon két államnak, melyek a háború alatt jöttek létre (a másik Nevada). Nyugat-Virginia a háború alatt egyike volt a „határállamoknak”, melyek elválasztották egymástól a Konföderáció és az Unió államait. Az Egyesült Államok Statisztikai Hivatala a Déli Államok közé sorolja, ennek az az oka, hogy nagy része a Mason-Dixon vonaltól délre terül el, noha északi földnyelve kiterjed a határos Pennsylvania és Ohio államok határára, valamint Weirton városa egy szélességi körön található Pittsburgh-gel. Különleges helyzetéből adódóan Nyugat-Virginia több tájegység részét is képezi, de legnagyobb részén az Appalache-hegység húzódik, ez az egyetlen állam, amelynek teljes területe az Appalache régióban található, melyet a hétköznapokban csak „Appalachia”-ként emlegetnek. Míg az itt élők elismerik, hogy az állam része az Appalachiának, közülük sokan nem szeretik ezt a kifejezést használni önmeghatározásukra.
Az állam északi földnyelve és a Közép-északi régió szoros kapcsolatban van a közelében lévő Pittsburgh városával, míg a keleti földnyelv Washingtonhoz van közel. Az állam fővárosa és egyben legnagyobb városa Charleston. Az államot leggyakrabban természeti szépségeiről, fakitermeléséről és szénbányászatáról emlegetik. A turisták főként síelni, evezni, sziklát mászni, horgászni és vadászni járnak ide.

## Földrajza

Nyugat-Virginia domborzati térképe

Az Appalache-hegység középső, Valley & Ridge része és a tőle nyugatra fekvő dombság, az Allegheny-plató tartozik az államhoz. Legmagasabb pontja a Spruce Knob (1482 m) az Allegheny-hegységben. Fő folyói a Potomac, az Ohio és a Shenandoah.

## Története
Nyugat-Virginia történelmét alapjaiban határozta meg az a kettősség, hogy határállam (angolul border state). A ma Nyugat-Virginia államnak nevezett terület az őslakos indiánok kedvelt vadászterülete volt az európai hódítók megérkezte előtt. Számos kőkori maradvány található Moundsville-ben, South Charlestonban és Romney közelében. Habár keveset tudunk ezen civilizációkról, a leletek arról tanúskodnak, hogy fejlett kohászat folyt itt valamikor.

### Európai felfedezők és telepesek

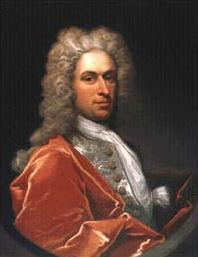
Thomas Lee, Virginia kormányzója

1671-ben Abraham Wood angol szőrmekereskedő – akit tábornoknak és ezredesnek is említettek –, William Berkeley, Virginia Colony kormányzójának anyagi támogatásával expedíciót küldött nyugatra, mely felfedezte a Kanawha folyót. 1716-ban Alexander Spotswood kormányzó körülbelül 30 lovassal eljutott a mai Pendleton megye területére. John Van Metre, egy indián kereskedő jutott el először az állam északi részére, 1725-ben. Ugyanebben az évben Pennsylvania állambeli német telepesek megalapították a Potomac partján New Mecklenburgot, mely ma a Shepherdstown nevet viseli. Ezt követően folyamatosan alapították az újabb településeket.

## Közigazgatás

### Megyék

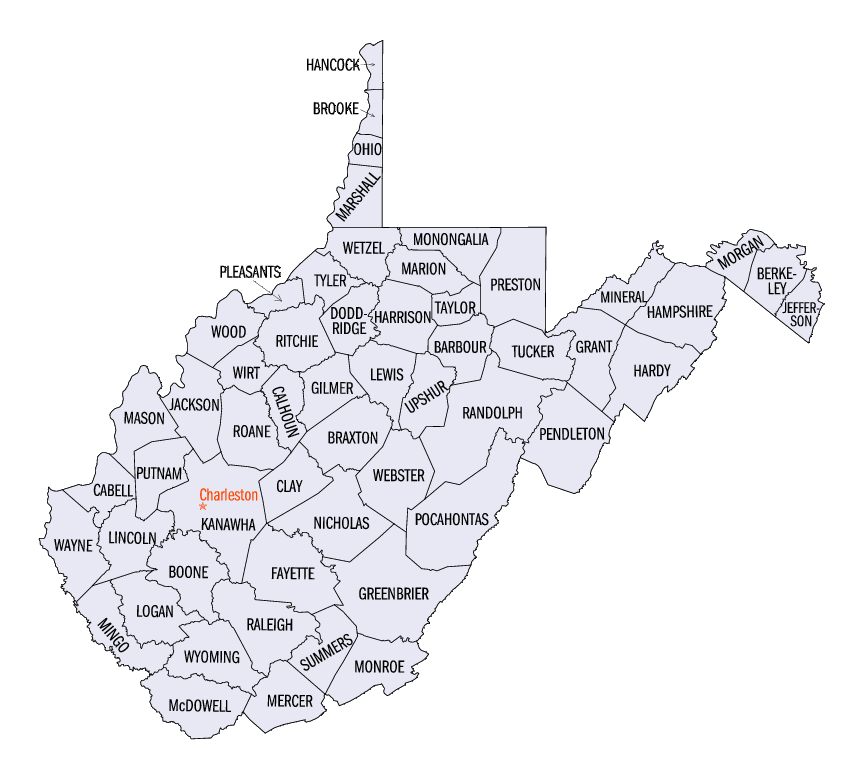
Nyugat-Virginia megyéi

Az állam 55 megyéből áll.

### Legnépesebb települések

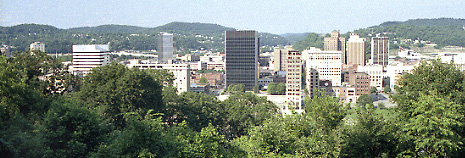
Charleston, Nyugat-Virginia legnépesebb városa

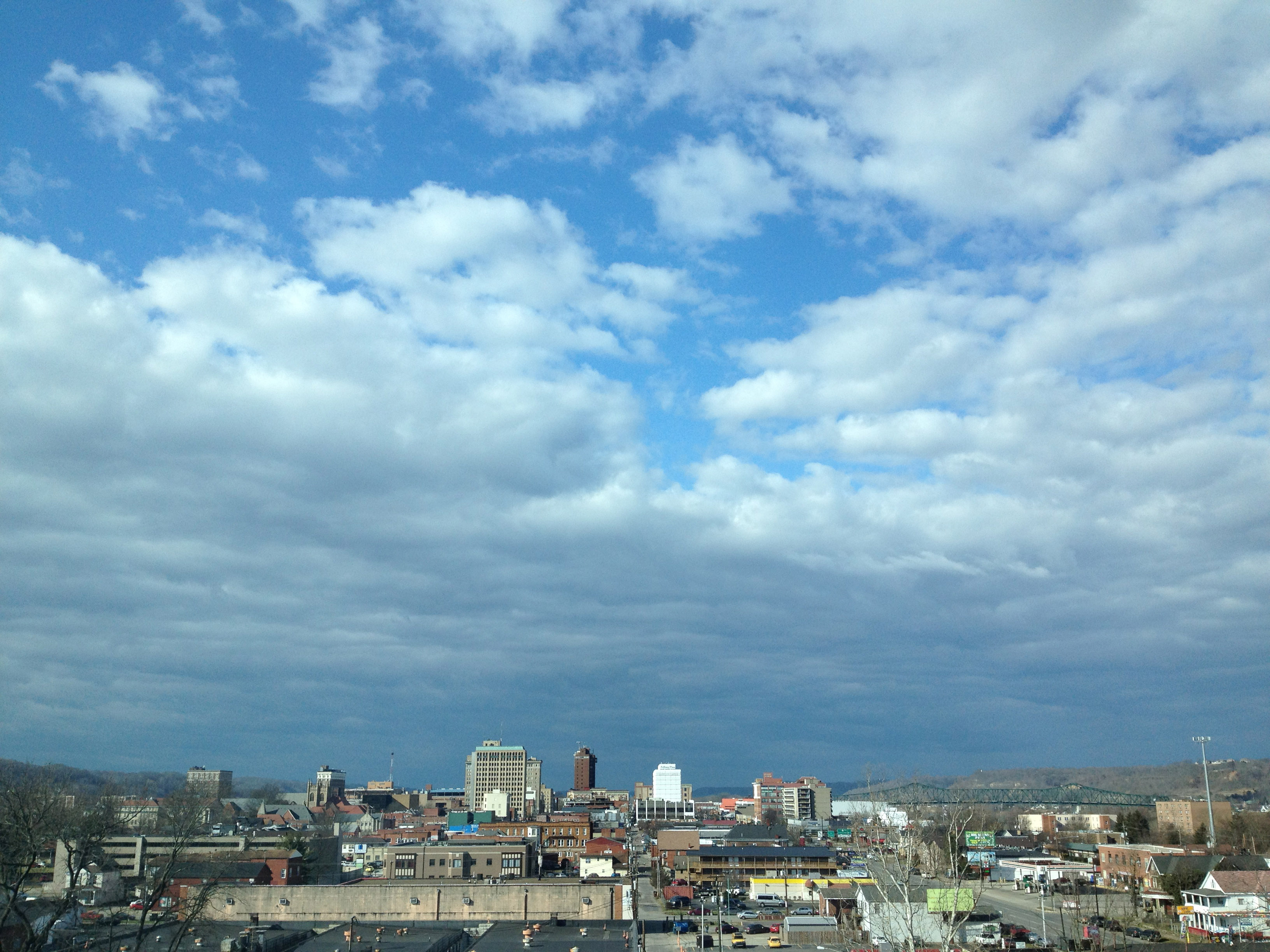
Huntington

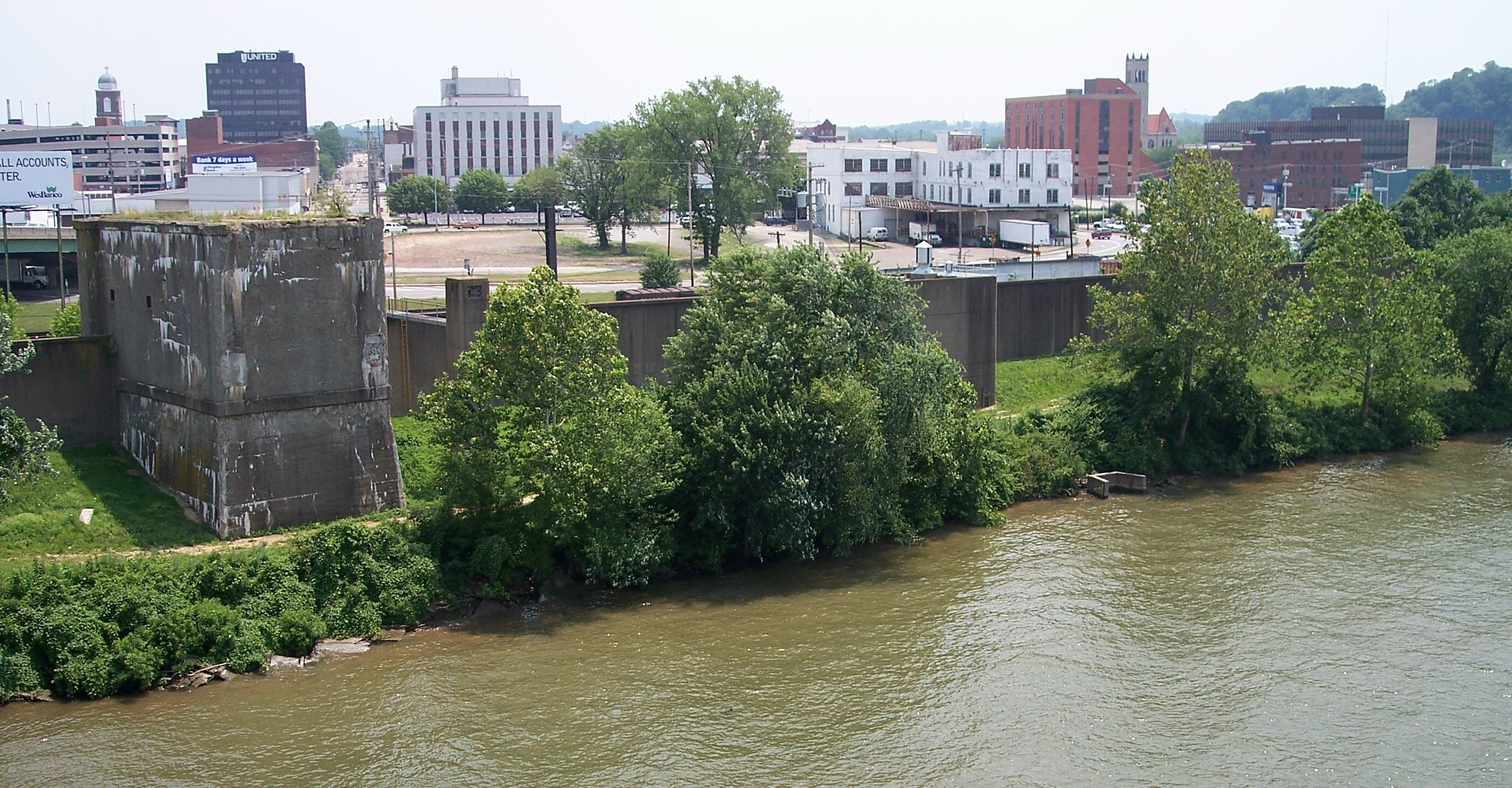
Parkersburg

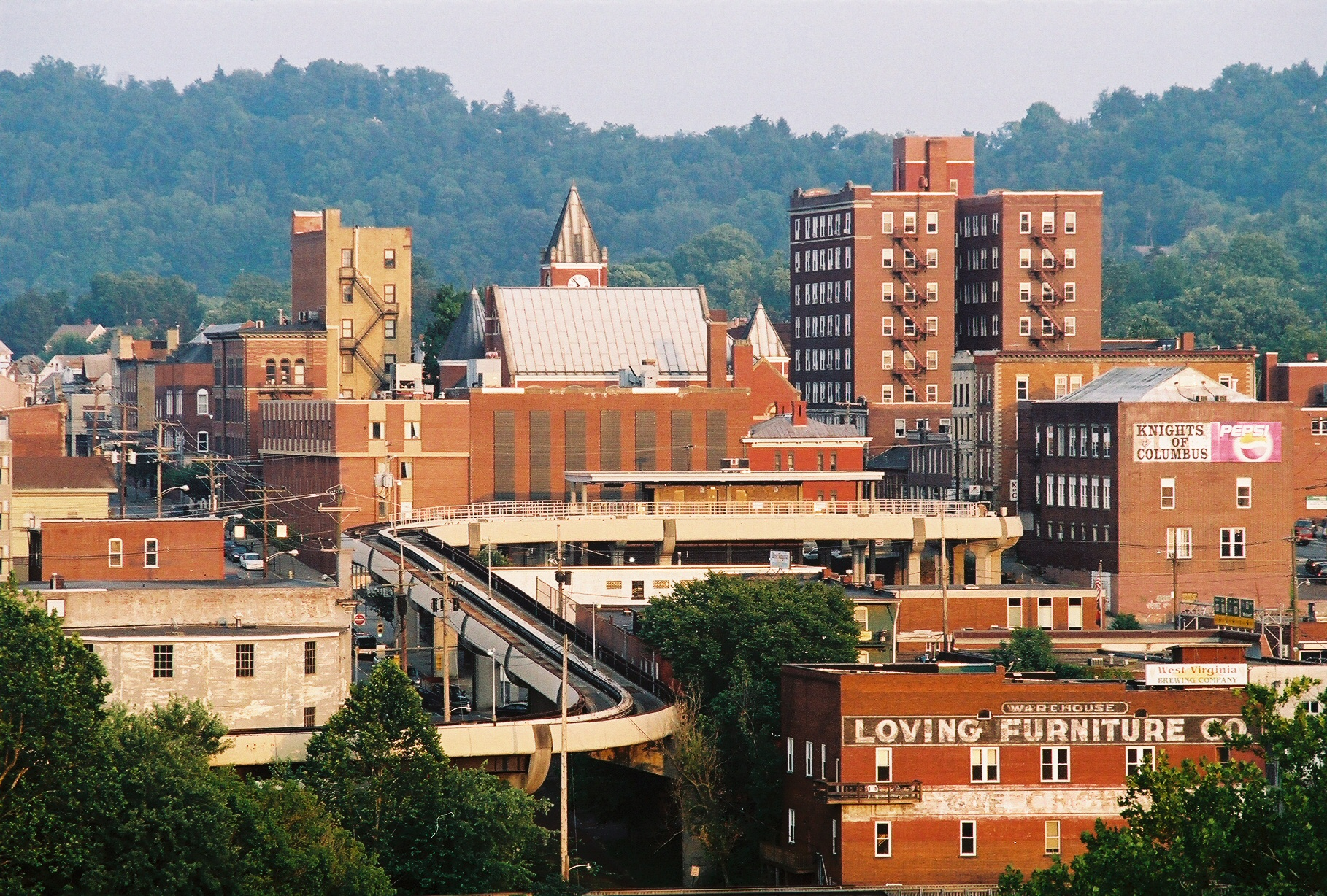
Morgantown

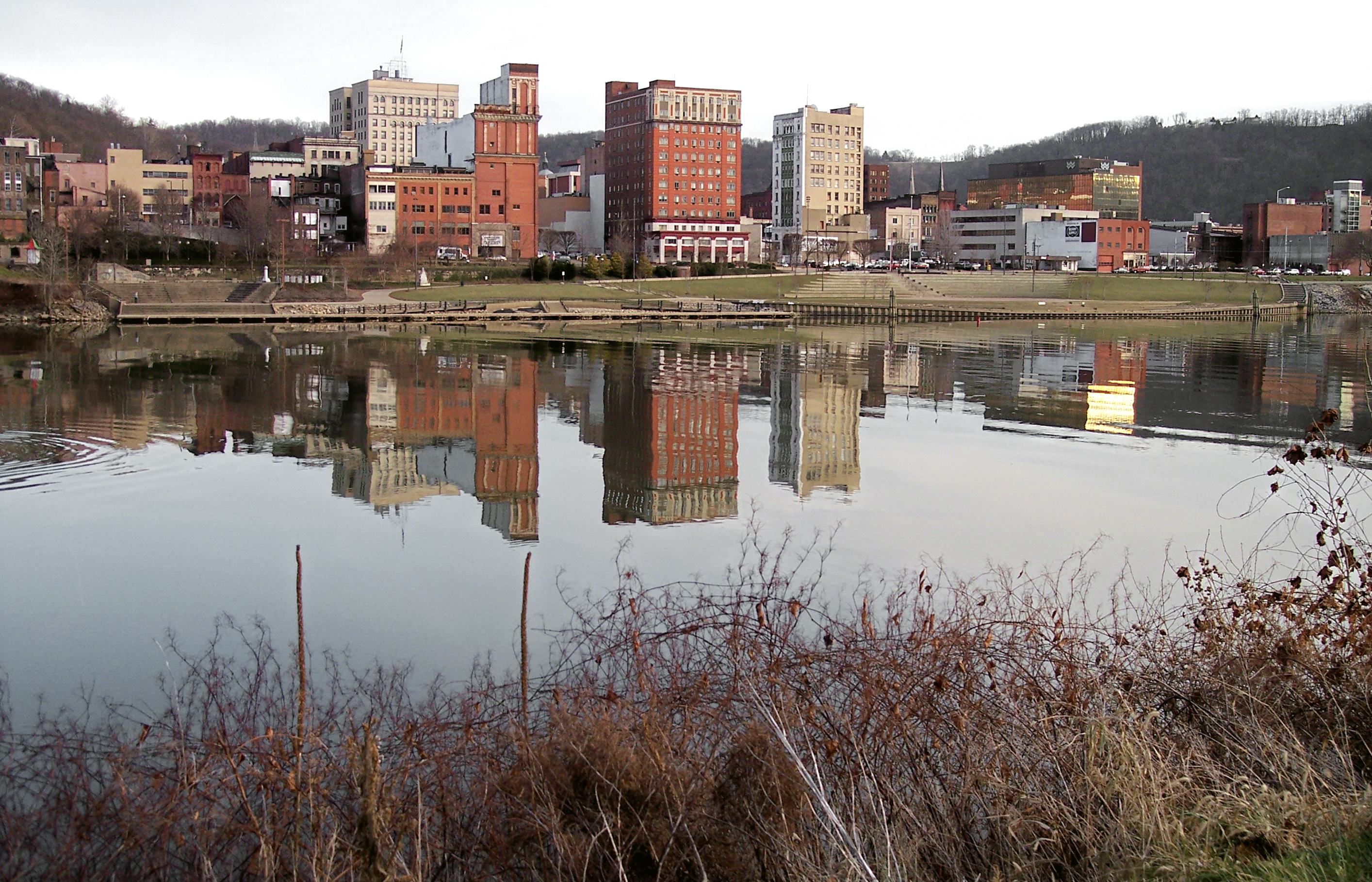
Wheeling

| - Charleston, 53,421 (2007-es becslés: 50,478) - Huntington, 51,475 (2007-es becslés: 48,982) - Parkersburg, 33,099 (2007-es becslés: 31,617) - Morgantown, 26,809 (2007-es becslés: 29,361) - Wheeling, 31,419 (2007-es becslés: 29,101) - Fairmont, 19,097 (2007-es becslés: 19,096) - Weirton, 20,411 (2007-es becslés: 18,842) - Beckley, 17,254 (2007-es becslés: 16,830) | - Martinsburg, 14,972 (2007-es becslés: 16,450) - Clarksburg, 16,743 (2007-es becslés: 16,341) - South Charleston, 13,390 (2007-es becslés: 12,479) - Teays Valley, 12,704 (2007-es becslés: N/A) - Bluefield, 11,451 (2007-es becslés: 11,063) - St. Albans, 11,567 (2007-es becslés: 11,028) - Vienna, 10,861 (2007-es becslés: 10,613) - Cross Lanes, 10,353 (2007-es becslés: N/A) |

### Kisebb városok
| - Barboursville - Berkeley Springs - Beckley - Bridgeport - Buckhannon - Charles Town - Dunbar - Elkins - Fayetteville - Follansbee | - Grafton - Hamlin - Harpers Ferry - Hinton - Kenova - Keyser - Kingwood - Lewisburg - Logan - Madison | - Mannington - Marlinton - Moorefield - Moundsville - New Martinsville - Nitro - Oak Hill - Paden City - Petersburg - Philippi | - Pleasant Valley - Point Pleasant - Princeton - Ranson - Ravenswood - Richwood - Ripley - Romney - Salem - Shepherdstown | - Shinnston - Summersville - Webster Springs - Welch - Wellsburg - Weston - Westover - White Sulphur Springs - Williamson - Williamstown |